# Acraea rangatana
Acraea rangatana är en fjärilsart som beskrevs av Eltringham 1912. Acraea rangatana ingår i släktet Acraea och familjen praktfjärilar. Inga underarter finns listade i Catalogue of Life.